# Арбитражный суд Туркменистана
Арбитражный суд Туркменистана — судебный орган, разрешающий в качестве суда первой инстанции споры, вытекающие из экономических правоотношений или из правоотношений в сфере управления, отнесённых законом к его компетенции. Создан в соответствии с законом Туркменистана от 14 февраля 2000 года. Решения принятые в Арбитражном суде Туркменистана могут быть обжалованы в Верховный Суд Туркменистана в кассационном и надзорном порядке, предусмотренном арбитражным процессуальным кодексом Туркменистана.

## Полномочия Арбитражного суда Туркменистана
К полномочиям Арбитражного суда Туркменистана в соответствии с законом Туркменистана о суде относится:
1. рассматривает споры, вытекающие из экономических правоотношений либо из правоотношений в сфере управления;
2. рассматривает дела о банкротстве юридических лиц и индивидуальных предпринимателей;
3. изучает и обобщает практику применения судом законов и иных нормативных правовых актов;
4. разрабатывает предложения по совершенствованию законов и иных нормативных правовых актов;
5. организует работу по рассмотрению предложений, заявлений и жалоб граждан и их приёму в судах, а также исполнение судебных решений;
6. ведёт и анализирует судебную статистику по арбитражным делам;
7. решает в пределах своей компетенции вопросы, вытекающие из международных договоров Туркменистана;
8. осуществляет другие полномочия, предоставленные ему законодательством Туркменистана.